# 愛知県立渥美農業高等学校
愛知県立渥美農業高等学校（あいちけんりつ あつみのうぎょうこうとうがっこう）は、愛知県田原市加治町にある県立の農業高等学校。田原市の人々は「農高」「渥農（あつのう）」と呼ぶことが多い。
2005年（平成17年）に四角いメロン「カクメロ」で特許出願した。畜産の教育・実習では、アニマルウェルフェア（動物福祉）を取り入れている。2020年より動画を活用した学校紹介が積極的に行われている。

## 沿革
- 1951年（昭和26年）4月1日 - 開校[1]。
- 1992年（平成4年）4月1日 - 生活科を生活科学科に名称を変更[1]。
- 1997年（平成9年）1月20日 - オランダのフルンネデルタカレッジと姉妹校提携[1]。
- 2004年（平成16年）4月1日 - 食品化学科を食品科学科に名称を変更[1]。

## 部活動

### 運動部
- 陸上部[3]
- 卓球部[4]
- 野球部[5]
- バスケットボール部[6]
- バレーボール部（男女別）[7][8]
- ソフトテニス部（男女別）[9][10]
- 剣道部[11]
- 柔道部[12]
- バドミントン部

### 文化部
- 吹奏楽部[13]
- パソコン部[14]
- 文芸部[15]
- 茶華道部[16]
- 写真同好会

## 所在地
愛知県田原市加治町奥恩中1の1

## 交通アクセス
豊橋鉄道渥美線三河田原駅から豊鉄バスに乗り換え、「農高前」バス停を下車、徒歩ですぐ。

## 提携校
- ウェラントカレッジ（オランダ）